# مصلح الدين السروري
مصلح الدين مصطفى بن شعبان الرومي المعروف بـالسُروري (897 - 969 هـ / 1492 - 1562 م) عالم مسلم تركي عثماني في القرن السادس عشر الميلادي/ العاشر الهجري. ولد بقصبة كليبولي، وأخذ عن طاش كبري زاده وغيره، وتوفي، ودفن بقصبة قاسم باشا بالآستانة بمرض الهيضة. له عدة مؤلفات في الفقه والنحو والأصول وشروح وحواش منها الحواشي الكبرى والحواشي الصغرى وكلاهما على تفسير البيضاوي، وتفسير سورة يوسف وشرح الأمثلة المختلفة في التصريف و شرح المصباح للمطرزي في النحو وشرح مراح الارواح في التصريف. يعد من فقهاء الحنفية ومفسّر ومحدّث وله مشاركة في عدة علوم، عارف باللغات العربية والتركية والفارسية.

## سيرته
ولد مصطفى بن شعبان الرومي، مصلح الدين، المعروف بسُروري، سنة 897 هـ/ 1492 بقصبة كليبولي على الدردنيل وهي بلدة في محافظة جنق قلعة في منطقة مرمرة، وتقع في شرق تراقيا في الجزء الأوروبي من تركيا على الشاطئ الجنوبي لشبه الجزيرة التي سميت بعد ذلك على مضيق الدردنيل.

أخذ السروري عن طاشكبري زاده وغيره. وناب في القضاء، ودرّس بالقسطنطينية وغيرها. وتوفي ودفن عند مسجده بقصبة قاسم باشا فيها بمرض الهيضة سنة 969 هـ/ 1562 م.

## مؤلفاته
- من آثاره الحواشي الكبرى والحواشي الصغرى وكلاهما على تفسير البيضاوي، وأول الكبری: الحمد لله الذي جعلني كشاف القرآن وصيرني‌ قاضياً بين الحق والباطل... .
- تفسير سورة يوسف وهو أبسط من جميع التفاسير أوله «الحمد الله الذي أنزل إلينا...» فرغ منه في رجب سنة 954 هـ.
- شرح الأمثلة المختلفة في التصريف
- شرح المصباح للمطرزي في النحو
- شرح مراح الارواح في التصريف
- حاشية على شرح التنقيح للتفتازاني في الاصول
- حاشية على شرح ابن الشحنة الحلبي للهداية  في فروع الفقه الحنفي.
- بحر المعارف